# Condado de Pickens (Alabama)
O Condado de Pickens é um dos 67 condados do estado norte-americano do Alabama. De acordo com o censo de 2022, sua população é de 18.697 habitantes. A sede do condado é Carrollton e a sua maior cidade é Aliceville. O condado foi fundado em 1820 e recebeu o seu nome em homenagem ao general Andrew Pickens (1739-1817), herói da Guerra de Independência dos Estados Unidos e congressista.
É um dry county, embora as comunidades de Carrollton e Aliceville passaram a permitir a venda de bebidas em 2011 e 2012, respectivamente

## História
A região do condado foi tradicionalmente ocupada pelos creeks. O condado foi estabelecido em 20 de dezembro de 1820. A sede foi realocada de Pickensville para Carrollton em 1830.
Durante a Guerra Civil Americana, a primeira corte foi incendiada em 5 de abril de 1865, por tropas da União sob o comando do general John T. Croxton.
Um segundo tribunal foi construído em Carrollton; a corte foi destruída por um incêndio em 16 de novembro de 1876. Embora houvessem suspeitas de um incêndio criminoso, ninguém foi preso até janeiro de 1878.

### Segregação
De acordo com a terceira edição do Lynching in America, um estudo sobre os linchamentos de afro-americanos nos Estados Unidos, foram documentados 14 linchamentos no condado, entre 1877 e 1917. Foi o quinto maior número no estado.
Agitações eleitorais e o furor popular podem ter contribuído para uma série de seis linchamentos no outono de 1893. Em 14 de setembro de 1893, cinco suspeitos, Paul Archer, Will Archer, Emma Fair, Ed Guyton e Paul Hill foram baleados até a morte por uma multidão na cadeia do tribunal. Eles foram presos quando os acusaram de queimar uma fábrica e indústria de algodão pertencentes a um homem branco. Os linchamentos se seguiram ao de Joe Floyd, outro afro-americano, duas semanas antes.
Em 28 de agosto de 1907, John Gibson foi linchado em Carrollton, enforcado até a morte na praça da corte. John Lisep foi baleado e enforcado no começo de setembro do mesmo ano, suspeito de atacar uma mulher branca.

## Geografia
De acordo com o censo, sua área total é de 2300 km², destes sendo 2280 km² de terra e 20 km² de água. 

### Condados adjacentes
- Condado de Lamar, norte
- Condado de Fayette, nordeste
- Condado de Tuscaloosa, leste
- Condado de Greene, sudeste
- Condado de Sumter, sul
- Condado de Noxubee (Mississippi), sudoeste
- Condado de Lowndes (Mississippi), oeste

## Transportes

### Principais rodovias
- U.S. Highway 82
- State Route 14
- State Route 17
- State Route 32
- State Route 86
- State Route 159

### Ferrovias
- Alabama and Gulf Coast Railway
- Alabama Southern Railroad

## Demografia
De acordo com o censo de 2022:
- População total: 18.697
- Densidade: 8 hab/km²
- Residências: 8.738
- Famílias: 6.993
- Composição da população:
  - Brancos: 57,7%
  - Negros: 40,1%
  - Nativos americanos e do Alaska: 0,3%
  - Asiáticos: 0,4%
  - Nativos havaianos e outros ilhotas do Pacífico: 0,4%
  - Duas ou mais raças: 1,2%
  - Hispânicos ou latinos: 5,5%

## Comunidades

### Cidades
- Aliceville
- Reform

### Vilas
- Carrollton (sede)
- Ethelsville
- Gordo
- McMullen
- Memphis
- Pickensville

### Áreas censitárias
- Macedonia

### Comunidades não-incorporadas
- Beards Mill
- Benevola
- Coal Fire
- Cochrane
- Dancy
- Liberty
- Lubbub
- McShan
- Olney
- Palmetto
- Sapps
- Vienna
- Zion